# Kanton Courrières
Der Kanton Courrières war von 1982 bis 2015 ein französischer Kanton im Arrondissement Lens, im Département Pas-de-Calais und in der Region Nord-Pas-de-Calais. Sein Hauptort war Courrières. Der Kanton lag im Mittel 26 Meter über Normalnull, zwischen 22 und 38 Metern. Die höchste und die niedrigste Erhebung lagen jeweils in Courrières.

## Gemeinden
Der Kanton bestand aus zwei Gemeinden:
| Gemeinde   | Einwohner Jahr | Fläche km² | Bevölkerungsdichte | Code INSEE | Postleitzahl |
| ---------- | -------------- | ---------- | ------------------ | ---------- | ------------ |
| Courrières | 10.639 (2013)  | 8,63       | 1233 Einw./km²     | 62250      | 62710        |
| Oignies    | 9.712 (2013)   | 5,52       | 1759 Einw./km²     | 62637      | 62590        |